# Водаж, Герард
Герард Водаж (пол. Gerard Wodarz; 10 августа 1913, Chorzów Batory, Хожув или Бисмаркхютте — 8 ноября 1982, Хожув, Катовицкое воеводство) — польский и немецкий футболист, нападающий, игрок сборной Польши.

## Биография

### Ранние годы
Родился 10 августа 1913 года в Кёнигсхютте-Обершлезиен в семье Яна и Елены Водаж (урожденной Мак). Отец служил в германской армии и погиб в боях Танненберге в 1914 году». В двенадцать лет, начал тренироваться в юниорском клубе Руч Хожув, после расформирования молодёжной команды команда, начал выступать за команду «Халлер Хожув» на похиции левого вингера. В 1930 году окончил Коммерческое училище с обучением в Хайдук-Вельке.

### Карьера
Воспитанник клуба «Рух», в цветах которого играл в течение 16 сезонов, с 1926 по 1939 год и с 1946 по 1947 год. Вместе с Эрнестом Вилимовским и Теодором Петериком составлял лучшую в истории клуба тройку нападения. В 183 матчах за клуб забил 51 гол. Пять раз становился чемпионом Польши (1933—1936 и 1938).
В сборной Польши сыграл 31 матч (28 без учёта матчей с олимпийскими сборными), забив 13 (9) голов. Дебютировал в матче с румынами в Бухаресте 2 октября 1932 года. Участник берлинской олимпиады 1936 года и чемпионата мира 1938 года, на котором сыграл в известном матче со сборной Бразилии в Страсбурге.
Также как и большинство его одноклубников, после поражения Польши в Сентябрьской войне, играл за хожувский «Bismarckhütter S V». В 1941 году был призван в вермахт. В 1944 году попал в американский плен в Нормандии, откуда перешёл в армию Андерса. Играл в английском «RAF Newton Notts» и шотландском «Fraserburgh F.C.».
В 1946 году вернулся в Хожув и ещё два года играл в «Рухе». В качестве тренера работал в ряде верхнесилезских клубов, в том числе «Гурник» (Забже), но без особых успехов. Также работал бухгалтером.

## Личная жизнь
Жена — Люция (урожд. Зоржицкая), от брака было четыре ребёнка: Марселина, Кристина и близнецы Мариан и Люциан. Шурин — бухгалтер и футболист Францишек Зоржицкий. Герард Водаж, умер 8 ноября 1982 года в Хожуве и был похоронен на кладбище прихода Успения Пресвятой Богородицы на ул. Граничная.

## Статистика выступлений за сборную на турнирах
| Турнир                                       | Сезон | Матчей | Побед | Ничьих | Поражений | Голов |
| XI Летние Олимпийские игры                   | 1936  | 4      | 2     | 0      | 2         | 5     |
| отборочный турнир Чемпионата мира по футболу | 1938  | 2      | 1     | 0      | 1         | 0     |
| Чемпионат мира по футболу                    | 1938  | 1      | 0     | 0      | 1         | 0     |

## Достижения
- Чемпион Польши — 1933, 1934, 1935, 1936, 1938
- Бронзовый призёр чемпионата Польши — 1937